# Colorita

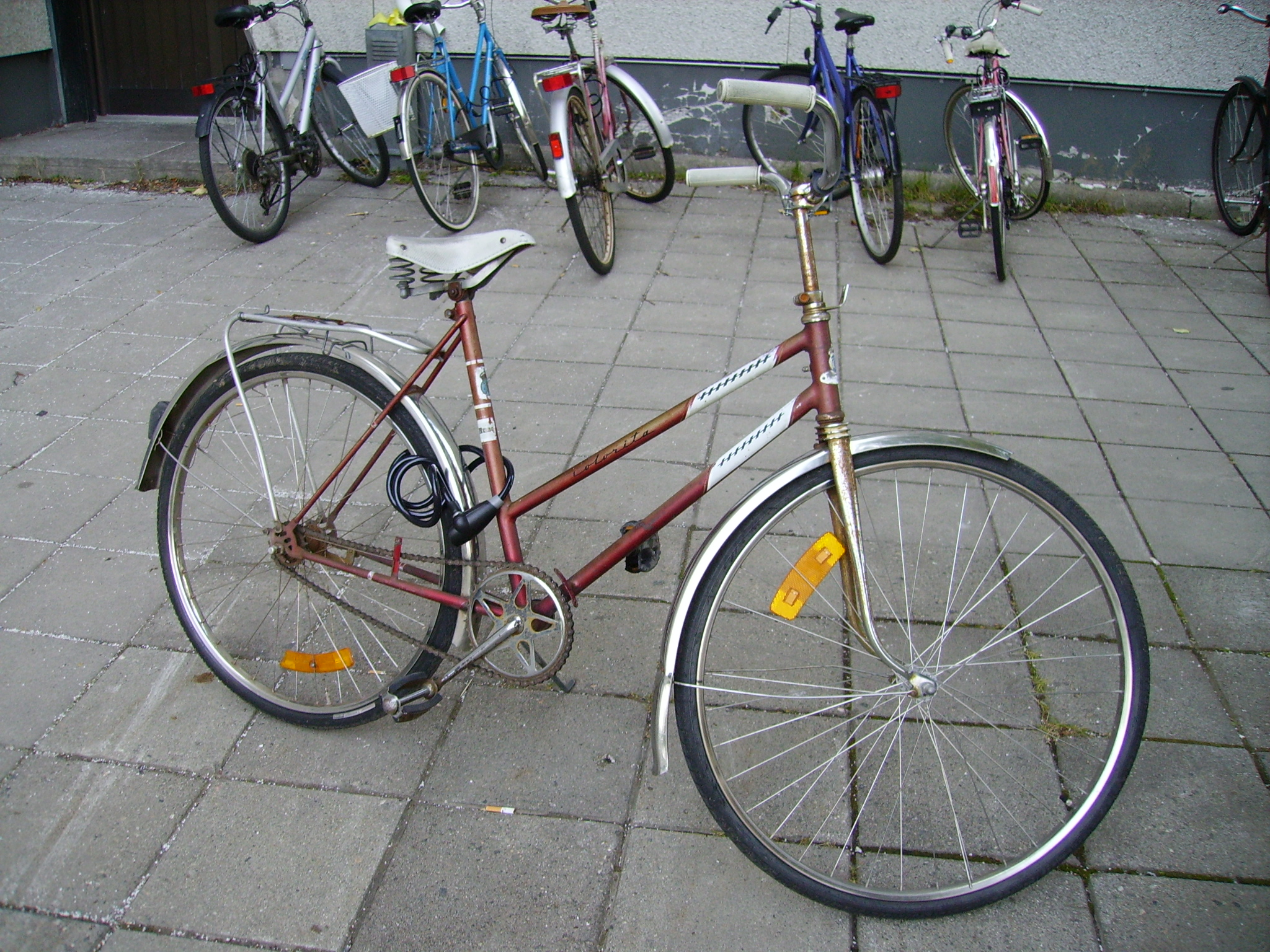
En röd Colorita

Colorita är en cykelmodell som producerades av Husqvarna i början av 1958. Kerstin Lokrantz gjorde reklam för cykeln när den lanserades.